# 이와키 노부타카
이와키 노부타카(일본어: 岩城宣隆, 1584년 ~ 1672년 10월 17일)는 일본 에도 시대의 다이묘로, 가메다번의 2대 번주이다. 사타케 요시시게의 넷째 아들이다. 어릴적 이름은 히코타로(彦太郎)이며, 관위는 종5위하, 다지마노카미이다.
처음에는 다가야 시게쓰네의 양자가 되어 다가야 노부이에(多賀谷宣家)라고 개명하였으나, 세키가하라 전투에서 다가야 가문이 멸망하였기 때문에 사타케 가문으로 돌아왔다. 간에이 5년(1628년) 8월에 가메다 번의 초대 번주인 조카 이와키 요시타카가 본가 구보타 번의 번주 사타케 요시노부의 양자가 되자, 노부타카가 요시타카의 뒤를 이어 가메다 번주가 되었다. 간에이 11년(1634년)에 노부타카로 이름을 바꾸었다. 토지조사를 실행하고 번 정치의 기반을 다졌으며, 메이레키 2년(1656년) 7월 25일에 적자 이와키 시게타카에게 번주직을 물려주고 은거하였다. 간분 12년(1672년)에 89세의 나이로 사망하였다.
| 전임 이와키 요시타카 | 제2대 가메다번 번주 1628년 ~ 1656년 | 후임 이와키 시게타카 |